# Allocosa pellita
Allocosa pellita är en spindelart som beskrevs av Roewer 1960. Allocosa pellita ingår i släktet Allocosa och familjen vargspindlar.
Artens utbredningsområde är Afghanistan. Inga underarter finns listade i Catalogue of Life.